# Paris Volley
Pour les articles homonymes, voir Paris université club.
Maillots
Actualités
Le Paris Volley est un club français de volley-ball, évoluant en première division (Ligue A). Fondé en 1998, le Paris Volley est neuf fois champion de France, vainqueur de quatre Coupe de France, d'une Supercoupe d'Europe et d'une Ligue des champions.

## Fondation
La section volley-ball d'élite masculine du Paris université club (PUC) et celle du PSG Racing fusionnent en juillet 1998. Ces deux clubs évoluent alors en Pro-A, mais le désengagement financier de Canal+ du club du PSG Volley oblige ce dernier à allier ses forces à un autre club parisien. Le nouveau club adopte le nom de Paris Volley.
Le Paris Volley est toutefois toujours lié au PUC, car l'existence d'une section professionnelle n'est possible qu'avec le support de sections amateurs de jeunes, notamment. Ce sont les équipes du « PUC volley » qui tiennent ce rôle.

## Palmarès
- Ligue des champions (1)
  - Vainqueur : 2001
- Coupe des Coupes / Coupe de la CEV (2)
  - Vainqueur : 2000, 2014
- Supercoupe d'Europe de volley-ball (1)
  - Vainqueur : 2000
- Championnat de France (9)
  - Champion : 2000, 2001, 2002, 2003, 2006, 2007, 2008, 2009, 2016
  - Finaliste : 1999, 2013, 2014, 2015
- Championnat de Ligue B (1)
  - Vainqueur : 2019
- Coupe de France (4)
  - Vainqueur : 1999, 2000, 2001, 2004
  - Finaliste : 2014
- Supercoupe de France (3)
  - Vainqueur : 2004, 2006, 2013

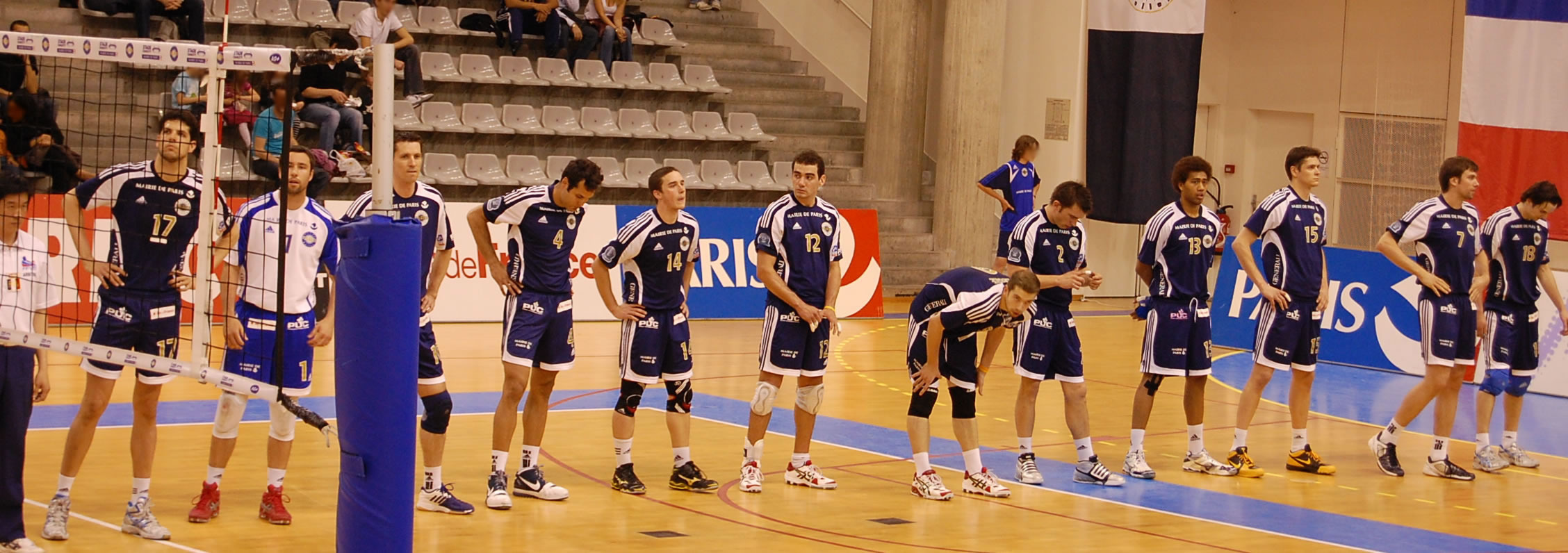
Équipe du Paris volley championne de France lors de la saison 2008/2009
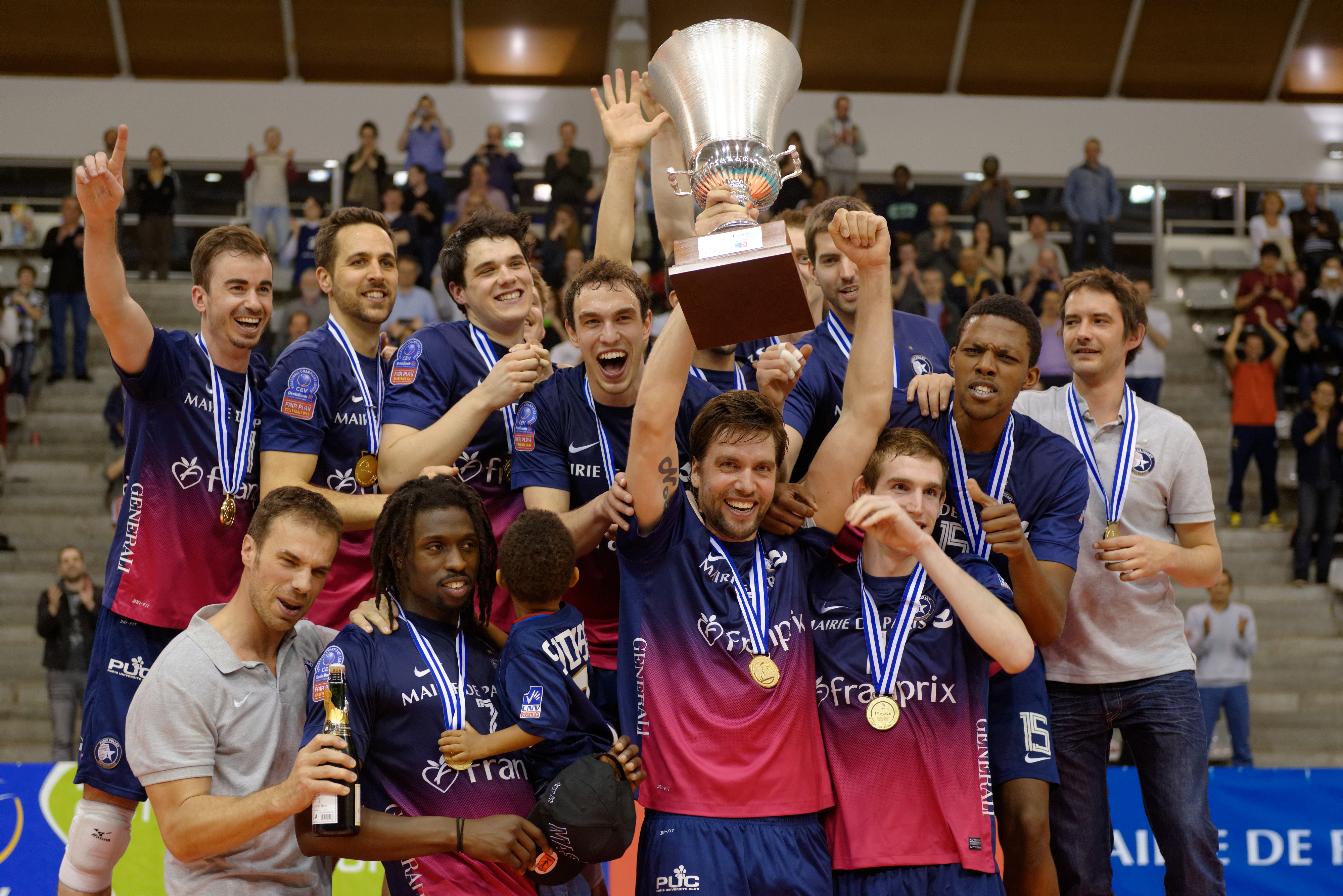
Le Paris Volley fête sa victoire contre le Goubernia Nijni Novgorod en finale de la CEV Cup 2014 à Paris, le 29 mars 2014.
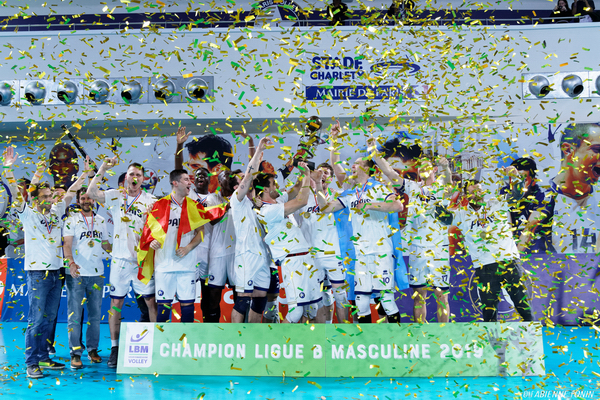
Paris volley champion de ligue B 2019

## Parcours

### Bilan saison par saison
| Saison    | Div.    | clas.               | M.J. * | Vic. | Déf. | S.P. | S.C. | Q.S.   | Moy. Spec. | Coupe de France | Coupes d'Europe                 |
| 1998-1999 | Pro A   | Finaliste           | 24     | 19   | 5    | -    | -    | -      | n.c.       | Vainqueur       | —                               |
| 1999-2000 | Pro A   | Vainqueur           | 26     | 24   | 2    | 72   | 17   | 4,235  | n.c.       | Vainqueur       | C2 Vainqueur                    |
| 2000-2001 | Pro A   | Vainqueur           | 26     | 24   | 2    | 75   | 14   | 5,357  | n.c.       | Vainqueur       | C1 Vainqueur                    |
| 2001-2002 | Pro A   | Vainqueur           | 24     | 24   | 0    | 72   | 6    | 12,000 | 1 168      | 4e tour         | C1 Poules                       |
| 2002-2003 | Pro A   | Vainqueur           | 26     | 24   | 2    | 73   | 25   | 2,920  | 1 302      | 1/2 f.          | C1 4e                           |
| 2003-2004 | Pro A   | 4e                  | 26     | 19   | 7    | 66   | 37   | 1,784  | 1 383      | Vainqueur       | C1 1/4 f.                       |
| 2004-2005 | Pro A   | 5e                  | 26     | 16   | 10   | 58   | 41   | 1,415  | 1 224      | 1/2 f.          | C1 1/4 f.                       |
| 2005-2006 | Pro A   | Vainqueur           | 26     | 19   | 7    | 65   | 28   | 2,321  | 1 037      | 1/4 f.          | C3 3e                           |
| 2006-2007 | Pro A   | Vainqueur           | 26     | 23   | 3    | 72   | 34   | 2,118  | 757        | 1/8 f.          | C1 Poules                       |
| 2007-2008 | Pro A   | Vainqueur           | 26     | 18   | 8    | 62   | 33   | 1,879  | 513        | 1/4 f.          | C1 Play-offs à 12               |
| 2008-2009 | Pro A   | Vainqueur           | 26     | 20   | 6    | 67   | 36   | 1,861  | 743        | 1/8 f.          | C1 Phase de poules              |
| 2009-2010 | Ligue A | 10e                 | 30     | 14   | 16   | 53   | 58   | 0,914  | 567        | 1/8 f.          | C1 Phase de poules              |
| 2010-2011 | Ligue A | 1/4                 | 26     | 12   | 14   | 51   | 56   | 1.098  |            | 1/8 f.          | —                               |
| 2011-2012 | Ligue A | 1/4                 | 26     | 14   | 12   | 47   | 49   | 0.959  |            | 1/4 f.          | —                               |
| 2012-2013 | Ligue A | Finaliste           | 26     | 15   | 11   | 53   | 49   | 1.082  |            | 1/4 f.          | —                               |
| 2013-2014 | Ligue A | Finaliste           | 26     | 16   | 10   | 58   | 49   | 1.184  |            | Finaliste       | C1 Phase de poules C3 Vainqueur |
| 2014-2015 | Ligue A | Finaliste           | 26     | 19   | 7    | 65   | 39   | 1.667  |            | 1/2 f.          | C1 Phase de poules              |
| 2015-2016 | Ligue A | Vainqueur           | 26     | 15   | 11   | 57   | 48   | 1.188  |            | 1/8 f.          | C1 Phase de poules              |
| 2016-2017 | Ligue A | 1/4 f.              | 22     | 13   | 9    | 52   | 39   | 1.333  |            | 1/4 f.          | C1 Phase de poules              |
| 2017-2018 | Ligue A | 1/2 f.              | 22     | 15   | 7    | 50   | 33   | 1.515  |            | 1/4 f.          | -                               |
| 2018-2019 | Ligue B | Vainqueur           | 22     | 20   | 2    | 64   | 17   | 3.765  |            | 1/8 f.          | -                               |
| 2019-2020 | Ligue A | arrêt mars covid-19 |        |      |      |      |      |        |            | 1/2 f.          | -                               |
| 2020-2021 | Ligue A |                     |        |      |      |      |      |        |            | Non disputée    |                                 |
| 2021-2022 | Ligue A |                     |        |      |      |      |      |        |            | 1/8 f.          |                                 |
| 2022-2023 | Ligue A |                     |        |      |      |      |      |        |            | 1/8 f.          |                                 |
| 2023-2024 | Ligue A |                     | 4      | 2    | 2    | 8    | 7    | 1.14   |            | A venir         |                                 |
| Saison    | Div.    | clas.               | M.J.   | Vic. | Déf. | S.P. | S.C. | Q.S.   | Moy. Spec. | Coupe de France | Coupes d'Europe                 |

(*) Ne concerne que la saison régulière.

## Entraîneurs du club
| Année       | Entraineur                       | Palmarès |
| ----------- | -------------------------------- | --- |
| 1998-1999   | Wuqiang Pang                     | Coupe de France (x1) |
| 1999-2003   | Glenn Hoag                       | Ligue des champions (x1), Coupe des Coupes (x1), Supercoupe d'Europe (x1), Championnat de France (x4), Coupe de France (x2) |
| 2003-2004   | Pavel Tresnak puis Éric N'Gapeth | Coupe de France (x1), Supercoupe de France (x1)                                                                             |
| 2004-2005   | Éric N'Gapeth                    | |
| 2005-2006   | Veljko Basić                     | Championnat de France (x1)                                                                                                  |
| 2006-2011   | Mauricio Paes                    | Championnat de France (x3), Supercoupe de France (x1)                                                                       |
| 2011-2023   | Dorian Rougeyron                 | Championnat de France (x1), Coupe de la CEV (x1), Championnat de Ligue B (x1)                                               |
| depuis 2023 | Fabio Storti                     | |

## Sponsorisation
Les sponsors actuels sont :
- Mairie de Paris - Sponsor principal
- Franprix - Sponsor principal
- Île-de-France - Région française

## Effectifs

### Effectif actuel
| No                                    | Nom                                   | Date de naissance                     | Taille                       | Poids                        | Poste                        |
| ------------------------------------- | ------------------------------------- | ------------------------------------- | ---------------------------- | ---------------------------- | ---------------------------- |
| 1                                     | Raphaël Ossart                        |                                       | 182                          |                              | Passeur                      |
| 2                                     | Kellian Paes                          | 24 mars 2002                          | 190                          | 71                           | Passeur                      |
| 4                                     | Dimitri Renaud                        | 25 mars 2004                          | 183                          | 72                           | Libero                       |
| 7                                     | Baptiste Focard                       | 5 juin 2000                           |                              |                              | Réceptionneur-attaquant      |
| 8                                     | Nikola Kovacevic                      | 14 février 1983                       | 193                          | 78                           | Réceptionneur-attaquant      |
| 9                                     | Wenceslas Leclercq                    |                                       |                              |                              | Réceptionneur-attaquant      |
| 11                                    | Caelis Corosine                       | 19 février 2000                       |                              |                              | Central                      |
| 13                                    | Kento Miyaura                         | 22 février 1999                       | 190                          | 87                           | Attaquant                    |
| 14                                    | Lukas Maase                           | 28 août 1998                          | 214                          | 95                           | Central                      |
| 17                                    | Joachim Panou                         | 27 août 1997                          | 197                          | 89                           | Réceptionneur-attaquant      |
| 18                                    | Mathäus Jurkovics                     | 27 avril 1998                         | 212                          | 102                          | Central                      |
| 21                                    | Milorad Kapur                         | 5 mars 1991                           | 180                          | 70                           | Libero                       |
| 22                                    | Colton Cowell                         | 4 mars 1997                           | 185                          |                              | Réceptionneur-attaquant      |
| 24                                    | Daniel Wetter                         | 11 février 1999                       | 196                          | 97                           | Central                      |
|                                       |                                       |                                       |                              |                              |                              |
| Encadrement technique                 | Encadrement technique                 |                                       | Légende                      | Légende                      | Légende                      |
| Entraîneur : Fabio Storti             | Entraîneur : Fabio Storti             | Entraîneur : Fabio Storti             | : Capitaine                  | : Capitaine                  | : Capitaine                  |
| Entraîneur(s) adjoint(s) : Iban Perez | Entraîneur(s) adjoint(s) : Iban Perez | Entraîneur(s) adjoint(s) : Iban Perez | : Joueur blessé actuellement | : Joueur blessé actuellement | : Joueur blessé actuellement |
| Manager général : Yannick Bazin       |                                       |                                       |                              |                              |                              |